# Hiligodu Ulu
Hiligodu Ulu is een bestuurslaag in het regentschap Gunungsitoli van de provincie Noord-Sumatra, Indonesië. Hiligodu Ulu telt 562 inwoners (volkstelling 2010).